# 北碇島
北碇島（又作北椗島），中華民國福建省金門縣金湖鎮管理的島嶼，位於金門東面，距復國墩漁港約4,200公尺，面積0.08平方公里，比東碇島大。
北碇島以前是金門縣境之極東點所在，是中華民國所屬外島中的離島，由中華民國陸軍金門防衛指揮部派駐之官兵進行守衛。

## 北碇島燈塔
北碇島上有由英國籍工程師韓得善（David Marr Henderson）設計興建，自1875年（光緒元年）起提出興建計畫，4年後向歐洲製造商訂購燈器，1882年（光緒8年）動工，隔年10月18日（光緒9年9月18日）點燈，在歷史上北碇島燈塔則以不同別稱出現於多項英文文獻中，足見其為國際航運之要角。
北碇島燈塔及其附屬設施包括辦公室、宿舍、花崗石儲水池、旗杆等設施，原應設有霧砲，但已遭移除，各項建築興建於該島南端高峰之上，基地呈不規則形，其範圍幾乎佔滿全島。
北碇島燈塔為圓形磚造，外牆塗白漆，塔身中央設有3條花崗石嵌框，以加強結構安全，並以白色花崗石為塔身貼面，是唯一使用花崗石嵌框的燈塔，塔高17.5公尺，燈高36.3公尺。初建燈器採用頭等鏡機六蕊燈頭之煤油燈，1913年換置英國張氏兄弟公司（Chance Brothers and Co. Ltd.）製造之煤油蒸汽燈，搭配85公厘白熾紗罩，為英國張氏兄弟公司生產之最佳專利品，其後經歷3度設備更新，戰後改換新式燈器（即現今使用之電燈），公稱光程達11.3浬。
北碇島燈塔於第二次世界大戰期間塔身及塔頂燈器室曾遭盟軍轟炸機炸毀，後僅能以簡易三角鐵架安置燈具，維持燈塔運作，炸落之頂蓋改建為紀念座並設立於基地中。
北碇島燈塔於1920至1930年代曾被選為外籍燈塔管理員訓練之所，後因燈塔守之職位逐漸由華人遞補，該訓練計畫因此終止。
1949年第二次國共內戰後北碇島開始由國軍進入駐紮，陸軍於島上興建防禦設施及地下坑道，因距離中國大陸較遠，未受後續戰役影響，維持正常燈塔運作功能，塔身設有3組「三民主義統一中國」浮雕泥塑標語，呈現軍事管制時期之特殊風貌。
財政部關務署曾於1986年整修塔身，即為現今可見之樣貌，2013年由財政部關務署移撥交通部航港局負責管理，北碇島燈塔與東碇島燈塔合稱為「金門雙碇」。

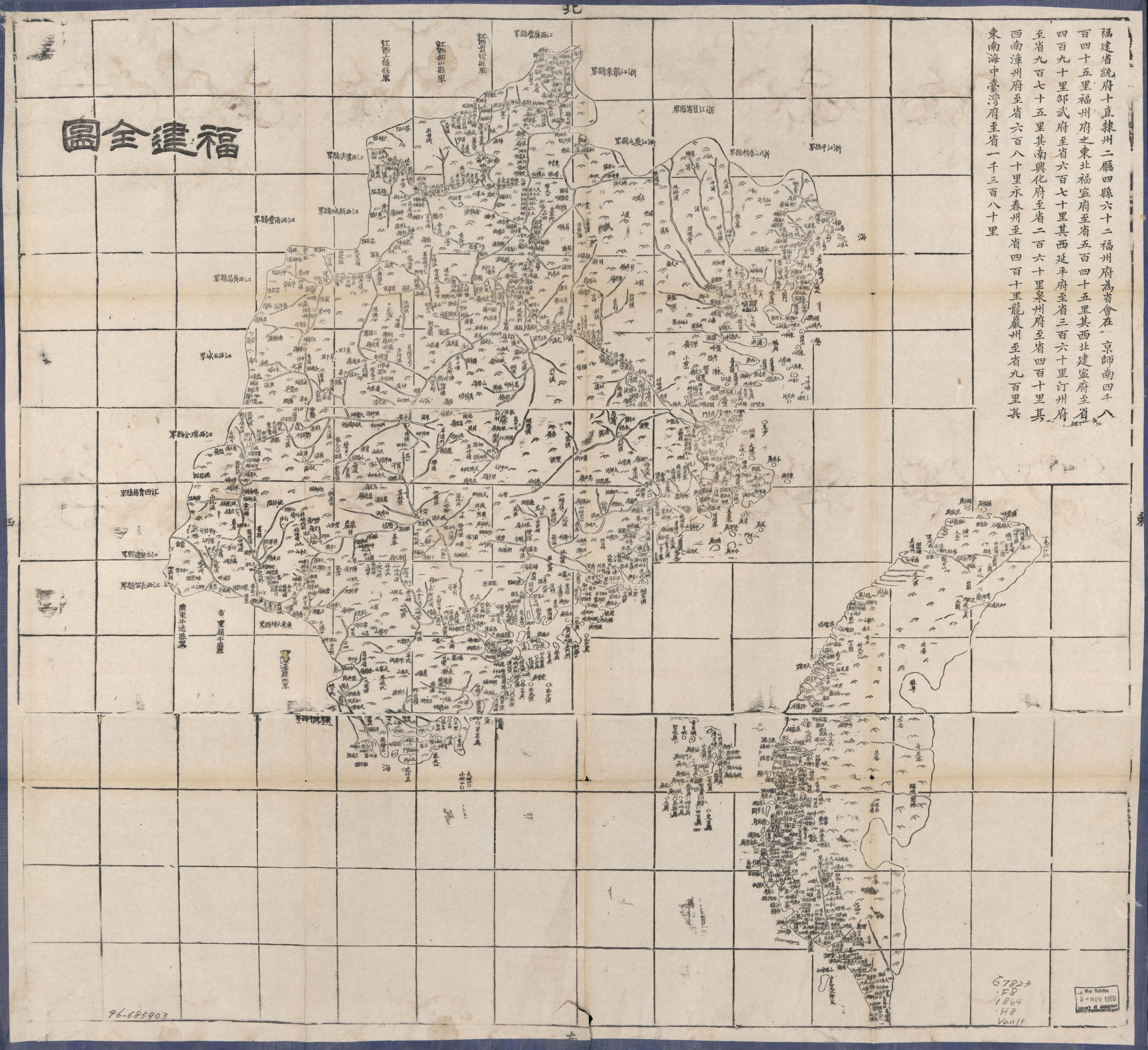
北碇島舊名比定㠘（1864年）

## 外部連結
- 綠意盎然的金門東碇島與北碇島,  中華民國軍事新聞通訊社, 2007/02/18
- 守護燈塔近半世紀 陳慶虎回歸農家樂（页面存档备份，存于）, 中央通訊社, 2018-02-16